# Замок Бодіам

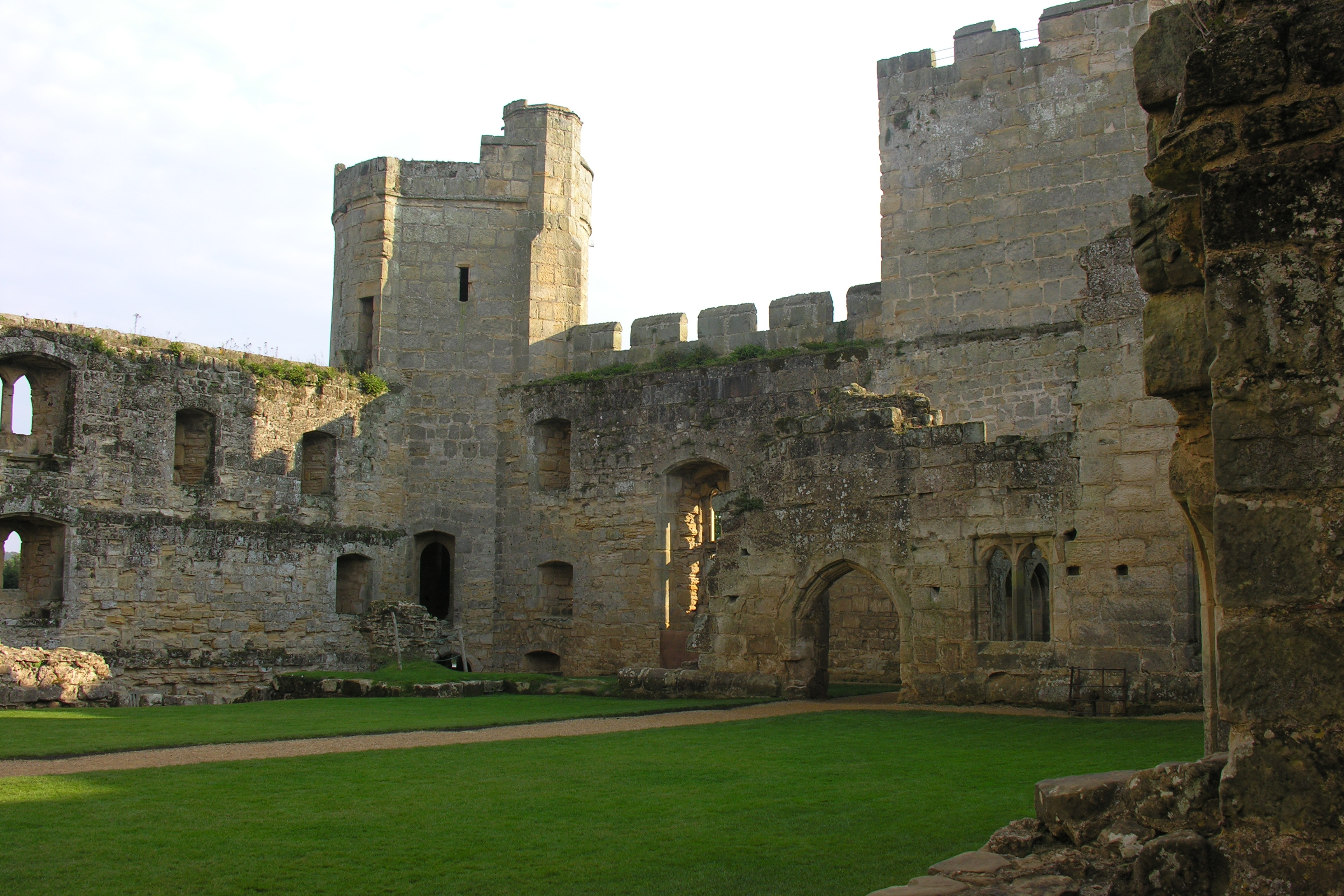
Руїни південної частини замку Бодіам

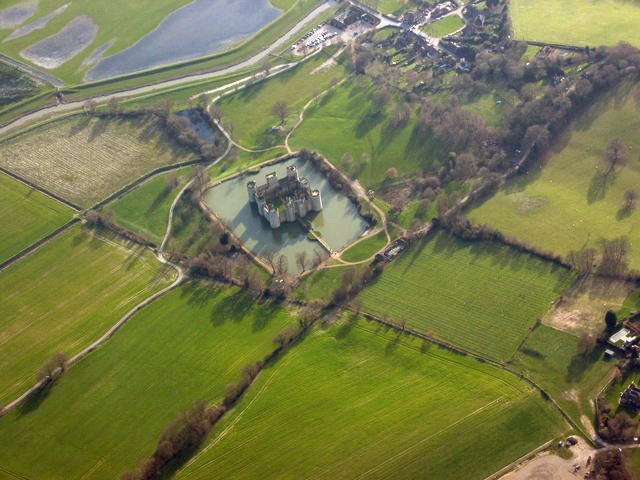
Вигляд замку з повітря

За́мок Бо́діам, або Бо́діамський за́мок (англ. Bodiam Castle) — оточений ровом замок чотирнадцятого століття, розташований у селі Робертсбридж у Східному Сассексі, Велика Британія. Замок був споруджений у 1385 році сером Едвардом Делінгріґом (Edward Dalyngrigge), колишнім лицарем Едварда ІІІ, з дозволу Річарда ІІ, вочевидь, для захисту району від французького вторгнення під час Столітньої війни. Бодіам за формою є чотирикутним замком, що не має донжона. Натомість має різні приміщення, побудовані навколо зовнішніх захисних стін та внутрішніх дворів. На кутах та на вході збудовані вежі, обрамлені зверху зубчастими стінами. Споруда, елементи й розташування на штучному водному ландшафті свідчать про те, що зовнішній вигляд замку так само, як і його оборонна функція мали важливе значення. Це була домівка дворянського роду Делінгріґджів та центр феодальної вотчини (манору) Бодіам.